# ラファイエット駅 (ルイジアナ州)
ラファイエット駅 （英語：Lafayette Station）はアメリカ合衆国ルイジアナ州ラファイエット リー・アヴェニュー100にある駅。全米各地を結ぶ旅客鉄道のアムトラックが乗り入れている。

## 概要
ラファイエット駅はテキサス・アンド・ニューオーリンズ鉄道によって建設されたレンガ造の駅である。駅舎は2001年5月11日の火災で焼失し、再建が始まった2002年まで放棄された。同時に駅の歴史を維持しながら今日、駅は現代的な交通機関の施設として変換されている。火災前に、駅はすでに老朽化しており、マルチモーダル施設のためのプロジェクトの第一段階として、歴史的な建物を改装する計画はすでに始まっていた。
ラファイエット市は当駅をラファイエット・トランジット・システムの事務所、路線バスとアムトラックの乗客の待合室、都市間バスのバス停等として使用している。1,100万ドルの大規模改修プロジェクトは最近、竣工し、元の外観に復元することにより、建物の歴史を継承している。10年間の計画段階があり、最終的に2007年に完成した野心的なプロジェクトは、自治体、連邦交通局、ルイジアナ州運輸開発省（LaDOTD）により資金を供給された。交通センターは完成時にローザ・パークス交通センターと名付けられた。

## 利用可能な鉄道路線／列車
アムトラックの停車する列車は下記の通り。
ニューオーリンズとロサンゼルス間の夜行長距離列車サンセット・リミテッド号 …ロサンゼルス方面 月・水・土、ニューオーリンズ方面 火・金・日出発
※ロサンゼルス行き列車はサンアントニオ駅でシカゴ発のテキサス・イーグル号と併結される。ニューオーリンズ行き列車はサンアントニオ駅までテキサス・イーグル号と併結され、サンアントニオ駅で切り離し。

## バス
当駅から乗車できるバスは以下の通り。
路線バス :ラファイエット・トランジット・システム（Lafayette Transit System） …10系統 、15系統 、20系統 、25系統 、30系統 、35系統 、45系統 、50系統 、55系統 、60系統 、65系統 、70系統 、